# Mysterious Skin
Mysterious Skin is een film uit 2004 onder regie van Gregg Araki. De film is gebaseerd op een boek van Scott Heim.

## Verhaal
De film begint met een 8-jarig jongetje, Brian Lackey, dat wakker wordt in de kelder van zijn huis. Hij heeft een bloedneus en heeft geen herinneringen over wat er van tevoren is gebeurd. Het enige wat hij zich herinnert is dat zijn honkbalwedstrijd die avond werd afgelast omdat het begon te regenen. Wat het ook is, het heeft invloed op de rest van zijn jeugd: vanaf dat moment heeft hij black-outs, bloedneuzen en plast hij zelfs in bed.
Neil McCormick is een aparte jongen. Hij heeft al op zijn achtste levensjaar een fascinatie voor seks en komt er ook op jonge leeftijd achter dat hij homo is. Hij masturbeert wanneer zijn moeder seks heeft met een vriendje (zijn moeder is alleenstaand) en leest stiekem de pornografische tijdschriften van zijn moeder. Op een dag besluit zijn moeder hem op te geven voor honkbal, vermoedt hij, zodat hij haar niet meer kan storen tijdens de seks. Al vanaf het moment dat hij kennismaakt met de omgeving van honkbal, voelt hij zich aangetrokken tot zijn coach: een gespierde man die je tegenkomt in jaren-80 actiefilms. Ook de coach lijkt Neil aardig te vinden. Vanaf dat moment ontpopt Neil zich tot de beste honkbalspeler van zijn team. Ook Brian zit op de honkbaltraining maar hij is in tegenstelling tot Neil de slechtste speler. Neil geeft er weinig om wat anderen van hem vinden: als hij maar de coach trots kan maken. Vanaf dat moment doen Neil en de coach dingen samen: ze gaan stiekem met zijn tweetjes naar de bios: naar bloederige horrorfilms en tevens mag Neil ook het huis binnen van de coach die heel erg veel snoep en spelletjes in huis heeft. Op een avond komt het voor dat de coach seksuele interesse heeft in Neil en hem oraal bevredigt. Neil heeft er gemengde gevoelens over maar lijkt er zelfs van te hebben genoten.
Tijdens Halloween (een jaar later) maken Neil en Brian licht oogcontact. Intussen is Neil seksueel misbruikt en heeft Brian zijn moment dat hij de tijd vergat ook meegemaakt. Brian krijgt een angstaanval en wordt gepest door de anderen kinderen waardoor hij de weg kwijtraakt. Ook zijn bril verliest hij waardoor hij alles wazig ziet. Op een gegeven moment ziet hij een wazig persoon zijn naam noemen waarna hij vervolgens weer een black-out heeft. Wanneer hij wakker wordt, is hij gevonden door zijn familie maar opnieuw herinnert Brian zich niks van wat er is gebeurd. Neil en zijn vriendinnetje, Wendy, "ontvoeren" een kind en stoppen vuurwerk in zijn mond en blazen dit op waarna Neil vervolgens het kind oraal bevredigt. Hierdoor ontdekt Wendy de ware aard van Neil. Als Brian intussen in bed ligt krijgt hij het vermoeden dat de twee black-outs (in de kelder en op Halloween) met elkaar verbonden zijn. Hij fantaseert dat hij beide keren is ontvoerd door aliens.
Op 15-jarige leeftijd hoort Neil van klasgenoten dat er een ontmoetingsplek is voor mannen met seks in ruil voor geld. Neil fietst op een vroege ochtend naar het speeltuintje (de ontmoetingsplek) waar hij een autoritje krijgt aangeboden door een 60-jarige fastfoodleverancier genaamd Charlie. Charlie biedt hem 50 dollar aan in ruil voor seks. Neil gaat hiermee akkoord en stapt in zijn auto waarna Charlie hem naar zijn kamer brengt. Charlie waarschuwt Neil voor de politie vanwege zijn jonge leeftijd en begint vervolgens Neil oraal te bevredigen. De seks gaat er zo extreem aan toe, dat wanneer Neil klaarkomt Charlie hem in zijn geslachtsdeel bijt. Hoewel Neil eerst geschrokken is, moet hij er vervolgens wel om lachen en toont vervolgens zijn geslachtsdeel aan Wendy die hem eerst niet gelooft wanneer ze midden in de nacht een ontmoeting met hem heeft bij een drive-in bioscoopje.
Op 18-jarige leeftijd is Brian een echte geobsedeerde sci-fi nerd geworden. Hij kijkt naar televisieprogramma's over aliens en komt zelfs in contact met een boerin, Avalyn Friessen, die claimt dat ze meerdere malen is ontvoerd door aliens. Ze maken een afspraak op het platteland waar ze praten over hun ervaringen. Brian vertelt haar dat in zijn dromen nog een ander jongetje aanwezig is en Avalyn moedigt hem aan op zoek te gaan naar deze jongen omdat deze misschien het antwoord weet achter deze verschijnselen.
Neil en Wendy maken op 18-jarige leeftijd kennis met de homoseksuele student Eric Preston. Wendy krijgt de kans om naar New York te gaan en Neil dwingt haar om, zodra ze woonruimte heeft gevonden, een plekje voor hem klaar te houden zodat hij daarna ook zijn lelijk ogende stadje kan verruilen voor New York. Vervolgens maken Neil, Wendy en Eric wat lol waarna Neil seks heeft met een klant die hem daarvoor betaalt. Zodra Neil weg is met zijn klant, waarschuwt Wendy Eric voor Neil. Volgens hem heeft Neil in plaats van een hart een zwart gat waar je in kunt vallen als je niet oplet.
Brian gaat in het archief van de stadsbibliotheek op zoek naar een foto van zijn oude honkbalteam waar het jongetje uit zijn dromen ook in zat. Vervolgens, midden in de nacht, maakt hij een afspraak met Avalyn die hem het bloedloze lijk van een koe toont. Avalyn vermoedt dat aliens hiervoor verantwoordelijk zijn terwijl haar vader vermoedt dat dit het werk is van een religieuze sekte. Wanneer Avalyn aan Brian toont dat de koe geen geslachtsorganen meer heeft begint Brian zich meer te herinneren over het voorval van zijn black-out. Vervolgens heeft hij een bloedneus en valt hij flauw.
Wendy vertrekt via een bus naar New York en neemt afscheid van Neil en Eric. Neil laat Eric een honkbalwedstrijd bijwonen waarvan hij de omroeper is, waarbij ze een fles wodka delen en praten over welke honkbalspelers ze het leukst vinden. Vervolgens gaan Neil en Eric flink aangeschoten naar het huis van Neil waar Neil in slaap valt in zijn kamer en Eric wiet gaat roken. Eric vindt vervolgens foto's en cassette-opnames van gesprekken tussen Neil als achtjarige en zijn honkbalcoach. Neil voelt zich verveeld in Hutchinson na het vertrek van Wendy (waar hij woont) en laat een man hem oraal bevredigen tijdens een honkbalwedstrijd. Hierna is Neil helemaal klaar met de stad en wil hij weg. Hij en Eric gaan nog een biertje doen bij de enige lokale gaybar van Hutchinson waarbij Neil ook een zegel LSD neemt. Op de weg naar huis stopt Neil bij het voormalige huis van zijn coach waar Neil zegt dat hij hem zijn engel noemde ('You called me your... fucking angel'). Kort daarna kan Neil intrekken bij Wendy in New York. Neil neemt afscheid van zijn moeder en Eric en vertrekt met een bus naar New York, maar niet voordat hij ontdekt dat hij lijdt aan schaamluis (SOA) vanwege de onveilige seks met oudere mannen.
Wanneer Neil eenmaal vertrokken is, vinden Eric en Neils moeder plotseling Brian op de stoep van Neil en zijn moeders huis staan. Brian zegt dat hij op zoek is naar N. McCormick. Eric en Neils moeder vertellen Brian dat Neil net naar New York is vertrokken. Eric vraagt wat sarcastisch of Brian van de FBI is.
Brian en Eric gaan met elkaar om en zitten ook bij elkaar op school. Als snel blijkt dat Brian a-seksueel is, ook vertelt hij Eric over het vermoeden dat hij heeft dat hij en Neil in hun jeugd ontvoerd zijn door aliens. Eric stuurt een brief naar Neil die deze niet beantwoordt.
Neil is ondertussen gearriveerd in New York en trekt bij Wendy in. Neil gaat naar een bar waar hij opnieuw zichzelf laat betalen in ruil voor seks. Neil maakt kennis met een rijke zakenman van begin veertig die 150 dollar biedt in ruil voor seks. Neil merkt dat seks veel extremer is in een grote stad als New York. Neil moet echter een condoom gebruiken van zijn klant, iets wat hij in Kansas nooit deed. Wanneer Neil teruggaat naar Wendy's huis, vertelt Wendy hem dat hij zeer voorzichtig moet zijn en dat er genoeg gekken rondlopen die het niet goed met hem voor hebben. Neil belooft voorzichtig te zijn voor Wendy maar neemt vervolgens opnieuw een klant aan die uiteindelijk een aidspatiënt blijkt te zijn met ziektevlekken. Hoewel Neil geen seks hoeft te hebben, moet hij wel een erotische massage aan hem geven, dit ervaart hij als zeer confronterend. Hij vlucht naar de bar waar Wendy werkt en vertelt haar hoe lastig hij deze seksuele confrontatie vond. Hij denkt terug aan de band met zijn coach, dat vond hij echte liefde, dit is niets.
Avalyn, de boerin die ontvoerd werd door aliens, brengt een bezoekje aan Brian. Ze probeert vervolgens Brian te masturberen, maar Brian weigert vanwege zijn a-seksualiteit. Hij wordt bang en stuurt haar weg. Hij kijkt later die avond een bloederige horrorfilm met Eric, die hem vertelt dat Neil misschien terugkomt naar Hutchinson tijdens de Kerstdagen. De volgende dag is Brian jarig en krijgt hij een trui cadeau van Eric. De avond dat hij jarig is krijgt Brian een heftige confrontatie met zijn vader die plotseling op de stoep staat. Hij heeft Brian altijd genegeerd en ze hebben al twee jaar geen contact meer met elkaar. Vervolgens komt zijn zus naar zijn huis samen met Brians moeder.
Neil krijgt een baantje bij een fastfoodrestaurant via een vriendin van Wendy en besluit dit aan te nemen om op een betere en normalere manier geld te verdienen. Na sluitingstijd gaat hij toch weer mee met een klant die hem naar zijn huis rijdt. De klant dwingt Neil om cocaïne te snuiven en verkracht hem anaal en slaat hem ook in elkaar. Bebloed komt hij bij Wendy thuis (die inmiddels slaapt). Als hij zich uitkleedt barst hij in tranen uit.
Kerst: Eric en Brian gaan naar het huis van Neil die inmiddels is thuisgekomen. Neils moeder zegt dat Neil betrokken was bij een overval op het vliegveld van New York (als excuses voor de verkrachting) maar ondanks het incident besluit Neil op stap te gaan met Brian en Eric. Eric brengt Neil en Brian naar het voormalig huis van de honkbalcoach waar ze inbreken. De coach is ondertussen al jaren geleden vertrokken en Neil vertelt het gruwelijke verhaal achter het seksueel misbruik door de coach van Neil en Brian. Dit verklaart alles achter Brians black-out. Brian barst in tranen uit, Neil probeert hem te troosten. Terwijl ze luisteren naar het kerstlied "Silent Night" realiseren ze zich beiden dat het hen altijd zal achtervolgen, ondanks dat het voorbij is.

## Rolverdeling
| Acteur                | Personage      |
| --------------------- | -------------- |
| Joseph Gordon-Levitt  | Neil           |
| Brady Corbet          | Brian          |
| Michelle Trachtenberg | Wendy          |
| Jeffrey Licon         | Eric           |
| Elisabeth Shue        | Neils moeder   |
| Chase Ellison         | Neil (8 jaar)  |
| George Webster        | Brian (8 jaar) |
| Bill Sage             | De coach       |
| Mary Lynn Rajskub     | Avalyn Friesen |
| Lisa Long             | Brians moeder  |
| Chris Mulkey          | Brians vader   |